# BRIT Awards 2025
La XLV edizione dei BRIT Awards, premi conferiti dalla BPI, si è svolta a Londra presso la O2 Arena, il 1º marzo 2025.
La serata è stata condotta da 
Jack Whitehall e le candidature sono state annunciate il 23 gennaio 2025.
Charli XCX è stata l'artista più premiata della serata, avendo ricevuto cinque riconoscimenti.

## Esibizioni
| Artisti                       | Canzoni                                            |
| ----------------------------- | -------------------------------------------------- |
| Sabrina Carpenter             | Espresso e Bed Chem                                |
| Teddy Swims                   | Bad Dreams, The Door e Lose Control                |
| Myles Smith                   | Nice to Meet You e Stargazing                      |
| Jade                          | Angel of My Dreams                                 |
| The Last Dinner Party         | Nothing Matters                                    |
| Lola Young                    | Messy                                              |
| Sam Fender                    | People Watching                                    |
| Ezra Collective e Jorja Smith | Shaking Body, Ajala, Victory Dance e Little Things |

## Nomination
In grassetto sono evidenziati i vincitori.

### Album britannico dell'anno
- Charli XCX – Brat
- The Cure - Songs of a Lost World
- Dua Lipa - Radical Optimism
- Ezra Collective - Dance, No One's Watching
- The Last Dinner Party - Prelude to Ecstasy

### Artista britannico dell'anno
- Charli XCX
- Beabadoobee
- Central Cee
- Dua Lipa
- Fred Again
- Jamie xx
- Michael Kiwanuka
- Nia Archives
- Rachel Chinouriri
- Sam Fender

### Gruppo britannico dell'anno
- Ezra Collective
- Bring Me the Horizon
- Coldplay
- The Cure
- The Last Dinner Party

### Canzone dell'anno
- Charli XCX feat. Billie Eilish - Guess
- Artemas - I Like the Way You Kiss Me
- The Beatles - Now and Then
- Bl3ss feat. Camrin Watsin e Bbyclose - Kisses
- Central Cee feat. Lil Baby - Band4Band
- Chase & Status feat. Stormzy - Backbone
- Coldplay - Feels like I'm Falling in Love
- Dua Lipa - Training Season
- Ella Henderson feat. Rudimental - Alibi
- Jade - Angel of My Dreams
- Jordan Adetunji - Kehlani
- KSI feat. Trippie Redd - Thick of It
- Myles Smith - Stargazing
- Sam Ryder - You're Christmas to Me
- Sonny Fodera feat. Jazzy e D.O.D. - Somedays

### Miglior artista pop
- Jade
- Dua Lipa
- Charli XCX
- Lola Young
- Myles Smith

### Miglior artista R&B
- Raye
- Cleo Sol
- Flo
- Jorja Smith
- Michael Kiwanuka

### Miglior artista dance
- Charli XCX
- Becky Hill
- Chase & Status
- Fred Again
- Nia Archives

### Miglior nuovo artista
- The Last Dinner Party
- English Teacher
- Ezra Collective
- Myles Smith
- Rachel Chinouriri

### Miglior artista rock o alternative
- Sam Fender
- Beabadoobee
- Ezra Collective
- The Cure
- The Last Dinner Party

### Miglior artista hip-hop, rap o grime
- Stormzy
- Central Cee
- Dave
- Ghetts
- Little Simz

### Artista internazionale dell'anno
- Chappell Roan
- Adrianne Lenker
- Asake
- Benson Boone
- Beyoncé
- Billie Eilish
- Kendrick Lamar
- Sabrina Carpenter
- Taylor Swift
- Tyler, the Creator

### Gruppo internazionale dell'anno
- Fontaines D.C.
- Amyl and the Sniffers
- Confidence Man
- Future e Metro Boomin
- Linkin Park

### Canzone internazionale dell'anno
- Chappell Roan - Good Luck, Babe!
- Benson Boone - Beautiful Things
- Beyoncé - Texas Hold 'Em
- Billie Eilish - Birds of a Feather
- Djo - End of Beginning
- Eminem - Houdini
- Hozier - Too Sweet
- Jack Harlow - Lovin on Me
- Noah Kahan - Stick Season
- Post Malone feat. Morgan Wallen - I Had Some Help
- Sabrina Carpenter - Espresso
- Shaboozey - A Bar Song (Tipsy)
- Taylor Swift feat. Post Malone - Fortnight
- Teddy Swims - Lose Control
- Tommy Richman - Million Dollar Baby

### Produttore dell'anno
- A. G. Cook

### Autore dell'anno
- Charli XCX

### Stella nascente
- Myles Smith
- Elmiene
- Good Neighbours

### Global Success
- Sabrina Carpenter